# Boischampré
Boischampré es una comuna nueva francesa situada en el departamento de Orne, de la región de Normandía.

## Historia
Fue creada el 1 de enero de 2015, en aplicación de una resolución del prefecto de Orne de 23 de diciembre de 2014 con la unión de las comunas de Marcei, Saint-Christophe-le-Jajolet, Saint-Loyer-des-Champs y Vrigny, pasando a estar el ayuntamiento en la antigua comuna de Saint-Christophe-le-Jajolet.

## Demografía
| Gráfica de evolución demográfica de Boischampré entre 1800 y 2013 |
|                                                                   |

Los datos entre 1800 y 2013 son el resultado de sumar los parciales de las cuatro comunas que forman la nueva comuna de Boischampré, cuyos datos se han cogido de 1800 a 1999 (o a 2006 según corresponda), para las comunas de Marcei, Saint-Christophe-le-Jajolet, Saint-Loyer-des-Champs y Vrigny de la página francesa EHESS/Cassini. Los demás datos se han cogido de la página del INSEE.

## Composición
| Comuna delegada             | Código INSEE | Población (2013) | Superficie (km²) | Densidad (hab./km²) |
| --------------------------- | ------------ | ---------------- | ---------------- | ------------------- |
| Marcei                      | 61249        | 208              | 10.59            | 20                  |
| Saint-Christophe-le-Jajolet | 61375        | 1202             | 12.07            | 100                 |
| Saint-Loyer-des-Champs      | 61417        | 400              | 10.29            | 39                  |
| Vrigny                      | 61511        | 339              | 13.45            | 25                  |